# Symbiocloeon
Symbiocloeon is een geslacht van haften (Ephemeroptera) uit de familie Baetidae.

## Soorten
Het geslacht Symbiocloeon omvat de volgende soorten:
- Symbiocloeon heardi
- Symbiocloeon madhyasthai